# Museum Burg Golling

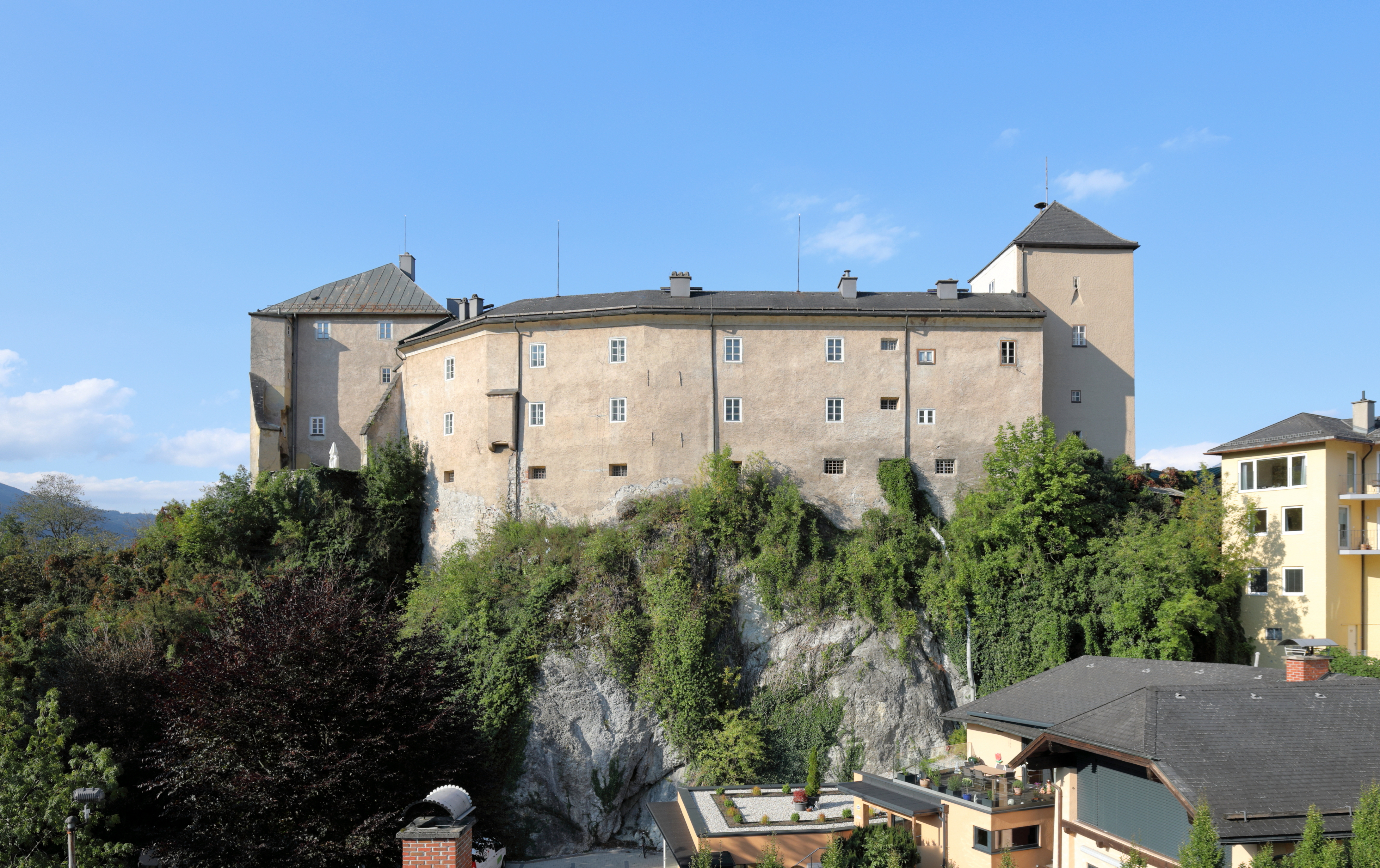
Burg Golling, Südansicht

Das Museum Burg Golling befindet sich in Golling an der Salzach in der Burg Golling.

## Entstehung
1968 fanden erste Vorgespräche zur Gründung eines Museums in der Burg Golling statt. Ein Jahr später folgte die Gründungsversammlung, nach der die Marktgemeinde Golling als Rechtsträger die ersten damals frei gewordenen Räume von der Republik Österreich mietete und Erich Urbanek als ehrenamtlich tätigen Kustos zum Aufbau eines künftigen heimatkundlichen Museums mit natur- und kulturhistorischen Sammlungen bestellte. Mit der Einrichtung der ersten Museumsräume wurde das Museum 1971 in einem zunächst noch bescheidenen Rahmen eröffnet.
Aufgrund der regen Sammlungs- und Forschungstätigkeit des Kustos und anderer freiwilliger Mitarbeiter konnte das Museum in den folgenden Jahrzehnten ständig erweitert werden und wuchs zu einem bedeutenden Regionalmuseum heran.

## Das Museum
Einen Schwerpunkt bildet die Sammlung von Fossilien aus dem Gebiet der nördlichen Kalkalpen des Tennengaues. Die versteinerten Überreste von Tieren aus dem Tethysmeer stammen aus dem Erdmittelalter und sind 65 bis 250 Millionen Jahren alt. Ein einzigartiger Fund ist Omphalosaurus wolfi, das fossile Skelett eines Vorläufers der späteren Ichthyosaurier. Aus museumsdidaktischen Gründen werden dazu einige bedeutende Objekte aus dem Lias von Holzmaden bei Stuttgart gezeigt.
Von einigen wichtigen Felsritzzeichnungen aus der Umgebung, darunter auch dem berühmten „Jagdfries“, sind Silikonkopien ausgestellt. Das Zimmer im zweiten Stock des Ostturmes wurde 2005 für kleinere Sonderausstellungen adaptiert und 2006 mit einem Heimkino zur Vorführung von aktuellen Museumsfilmen ausgestattet. Im mit den Wappen der Gollinger Pfleger dekorierten ehemaligen Gerichtsraum befinden sich das Standesamt und der Veranstaltungsraum des Museums. Der Raum wird auch für Sonderausstellungen verwendet, sonst sind hier kostbare historische Gemälde mit Ansichten des Ortes und seiner Umgebung zu sehen.
Die vier ersten Räume beherbergen im Jahr 2007/2008 die Sonderausstellung „Von Höhlenbären und Neandertalern“, werden aber in den folgenden Jahren mit Objekten zu neuen Themen eingerichtet. Im „Pflegerzimmer“ ist neben ortsbezogenen Antiquitäten auch eine Sammlung von Salzburger Münzen aus sieben Jahrhunderten ausgestellt. Im Raum vor dem Fürstenzimmer ist ein Teil der Sakralsammlung mit dem Kreuzweg von 1750 aus der Burgkapelle zu sehen.
Der mit reichem Stuck versehene letzte Raum im ersten Stock mit landesfürstlichen Wappen an den Decken der Erker war bei einem Aufenthalt der Fürsterzbischöfe und Landesherren von Salzburg in Golling als deren Wohnraum vorgesehen. Dort ist der zweite Teil der Sammlung von sakralen Objekten des Museums untergebracht, darunter seit 2005 das riesige Kreuz von 1608 aus der Kroatenhöhle am Pass Lueg. Die jährlich abwechselnden Sonderausstellungen des Museums werden in verschiedenen Museumsräumen gezeigt, weshalb nicht immer alle Sammlungsbestände des Museums vollständig zu sehen sind.
Beim Stiegenabgang ist die „Verhörstube“ des Pfleggerichtes, die einstige Folterkammer, mit verschiedenen Rechtsaltertümern eingerichtet. Hier wurden früher die peinlichen Befragungen an Personen durchgeführt, die einer Straftat verdächtigt oder beschuldigt wurden. Einer der Glanzpunkte des Burggebäudes ist die zum Museum gehörige alte Burgkapelle mit einem Rokokoaltar von 1752. Sie ist nur im Rahmen von Sonderführungen durch den Museumskustos zu besichtigen.